# Histoires de vies brisées : Les « double peine » de Lyon
 (avril 2018).
Si vous disposez d'ouvrages ou d'articles de référence ou si vous connaissez des sites web de qualité traitant du thème abordé ici, merci de compléter l'article en donnant les références utiles à sa vérifiabilité et en les liant à la section « Notes et références ».
Pour plus de détails, voir Fiche technique et Distribution.
Histoires de vies brisées : les « double peine » de Lyon est un documentaire français coréalisé par Bertrand et Nils Tavernier et sorti en 2001.

## Synopsis
En décembre 1997, à Lyon, Bertrand Tavernier rend visite à des grévistes de la faim qui, après avoir purgé des peines d'emprisonnement, sont menacés d'expulsion du territoire français. Ému, le réalisateur français se promet de filmer ce que certaines personnes considèrent comme un drame. Après dix-sept jours de grève, les autorités officielles s'engagent à un réexamen des dossiers des condamnés. Le mouvement des « double peine » est donc stoppé et le projet de film également. 
Or, trois mois plus tard, la situation n'a guère évolué et dix hommes entament une nouvelle grève de la faim. Dès lors, profitant d'une interruption de tournage sur son film Ça commence aujourd'hui, Bertrand Tavernier se rend sur place avec Nils, son fils, et filme le témoignage de deux de ces hommes, qu'il transmet au Premier ministre de l'époque. Il montre également son reportage partout où il le peut. Un médiateur est alors nommé et la grève s'interrompt au cinquante et unième jour, alors qu'un des grévistes a dû être hospitalisé. Un sursis de six mois doit permettre aux autorités d'effectuer une révision des affaires au cas par cas. Plus tard, hélas, rien n'a pratiquement changé pour les « double peine ». La femme de l'un d'entre eux, Lila Bouguessa, va entamer, cette fois-ci, une grève de la faim, seule. Le réalisateur va à sa rencontre afin d'y recueillir ses sentiments d'accablement et d'indignation...

## Fiche technique
- Titre du film : Histoires de vies brisées : les « double peine » de Lyon
- Réalisation : Bertrand Tavernier, Nils Tavernier
- Production : Little Bear
- Photographie et son : Nils Tavernier, Alain Choquart, Éric Philibert
- Format : couleur
- Musique : Louis Sclavis, Zebda
- Montage : Sophie Brunet, Sophie Mandonnet, Marie Deroudille
- Distribution : Pierre Grise distribution
- Pays d’origine :  France
- Durée : 110 minutes
- Sortie : 21 novembre 2001